# История почты и почтовых марок Самоа
История почты и почтовых марок Самоа описывает развитие почтовой связи в Самоа, государстве, расположенном в западной части архипелага Самоа в южной части Тихого океана, ранее известном как Германское Самоа (1900—1914) и Западное Самоа (1914—1997), и ставшем независимым от Новой Зеландии в 1962 году, со столицей в Апиа.
Самоа входит в число стран — участниц Всемирного почтового союза (ВПС; с 1989), а её нынешним национальным почтовым оператором является компания англ. Samoa Post.

## Развитие почты
Первая почтовая связь на Самоа была организована местной газетой «Самоан Таймс» («Samoan Times»), издателем которой был Дж. Л. Гриффитс (G. L. Griffiths), ранее учредивший на Фиджи газету «Фиджи Таймс» (Fiji Times). В 1877 году открылось почтовое отделение «Самоан Экспресс» («Samoan Express»). Это была частная почта В. Е. Агара (местного агента на Самоа), которая столкнулась с финансовыми трудностями и была закрыта в 1881 году (по некоторым сведениям, в 1882 году). После этого корреспонденция, обычно франкированная почтовыми марками Новой Зеландии, пересылалась с первым же судном.
В 1886 году работавшим в Апиа фотографом англичанином Джоном Дэвисом была открыта ещё одна частная почта, для которой выпускались собственные почтовые марки.
В том же 1886 году начало работу почтовое агентство германской почты.
С 1889 года по 1899 год архипелаг Самоа находился под совместным управлением Великобритании, США и Германии.
В 1891 году Новая Зеландия вступила в ВПС и встал вопрос непригодности почтовых марок Самоа для оплаты пересылки почтовых отправлений за границу. Письма, адресованные в Новую Зеландию и Австралию, принимались их почтовой администрацией без дополнительных сборов, но адресованная в США корреспонденция требовала дополнительной франкировки 5-центовой почтовой маркой США.
В 1895 году здание почты в Апиа было уничтожено пожаром.
1 марта 1900 года германское правительство открыло на Самоа официальное почтовое отделение.

## Выпуски почтовых марок

### Марки частной почты Агара

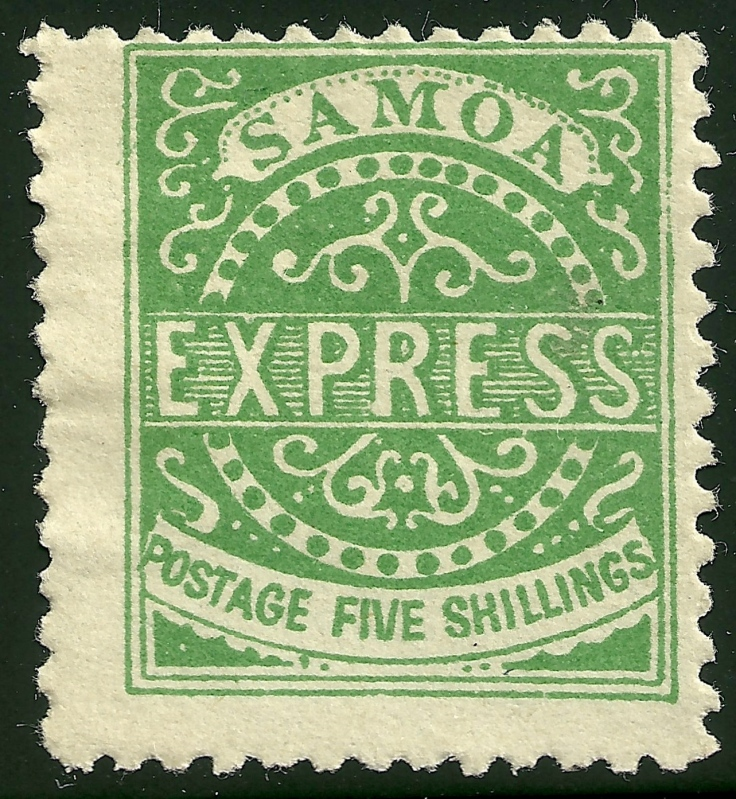
Явная подделка марки «Самоа Экспресс» номиналом в 5 шиллингов

Первые почтовые марки Самоа были выпущены в 1877 году. Работавшая в 1877—1881 годах частная почта В. Е. Агара выпускала собственные почтовые марки оригинального рисунка, изображавшего орнамент с надписью «Samoa. Express. Postage» («Самоа. Экспресс. Почта»). Из-за надписи эти марки часто называют выпусками «Самоа Экспресс». За указанный период были выпущены марки семи номиналов: 1, 3, 6, 9 пенсов, и 1, 2, 5 шиллингов. Известны разновидности этих марок. Оставшиеся марки были распроданы со скидкой, выходили их репринты и подделки.

### Марки частной почты Дэвиса
Первые марки частной почты Дж. Дэвиса с изображением кокосовых пальм и с надписью «Samoa Postage» («Почта Самоа») вышли в 1886 году. Они были напечатаны в новозендской государственной типографии в Веллингтоне. Марки почты Дэвиса выпускались до 1899 года. Помимо марок с изображением пальм выходили марки с изображением короля Малиэтоа Лаупепа, а также флагов.
В 1895 году в связи с уничтожением значительного количества марок при пожаре в Апиа на уцелевших марках производились надпечатки нового номинала.
В 1899 году на почтовых марках островов Самоа была сделана надпечатка «Provisional govt» («Временное правительство»).
Всего за период с 1877 года по 1899 год было эмитировано 35 почтовых марок Самоа.

### Германская колония Самоа (1899—1914)

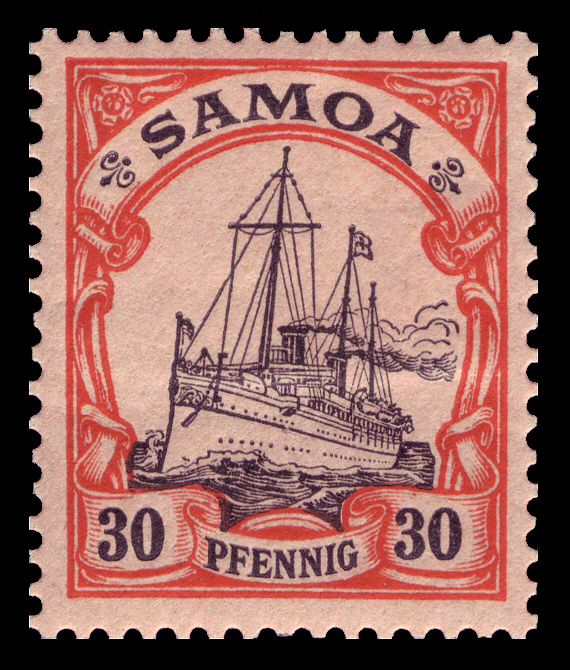
Почтовая марка германской колонии Самоа, 1900(Sc #?)

В 1886—1901 годах в работавшем на островах почтовом агентстве германской почты использовались обычные почтовые марки Германии. Марки, прошедшие почту на Самоа, можно определить только по наличию на них оттиска почтового штемпеля Апиа.
После раздела архипелага Самоа в 1900 году почтовые марки Самоа были выведены из обращения и заменены германскими почтовыми марками на отошедшей Германии территории и выпусками США на территории, перешедшей под контроль США. Поступившие в обращение в мае 1900 года собственные почтовые марки Самоа представляли собой шесть марок Германии того периода с диагональной надпечаткой нем. «Samoa» («Самоа»). Впрочем они недолго оставались в обращении: уже в декабре 1900 года стали использоваться германские марки колониального типа.
Почтовые марки германского Самоа оставались в обращении до его оккупации новозеландскими войсками Великобритании 29 августа 1914 года. Впрочем, выпуск почтовых марок германского Самоа продолжался до 1919 года, уже после новозеландской оккупации. Эти последние выпуски продавались только в Берлине.

### Оккупация Новой Зеландией (1914—1920)
На захваченных запасах германских почтовых марок новозеландскими оккупационным силами тут же была сделана надпечатка аббревиатуры лат. «G.R.I.» (Georgius Rex Imperator - «Георг, король и император») и нового номинала в британской валюте. Известно множество разновидностей надпечатки, которые представляют собой широкую область коллекционирования.
В сентябре-октябре 1914 года в обращении появились почтовые марки и цельные вещи Новой Зеландии с надпечаткой «Samoa» («Самоа») и использование немецких марок с надпечаткой прекратилось.

### Мандатная территория под управлением Новой Зеландии (1920—1946)
23 декабря 1921 года были выпущены почтовые марки оригинального рисунка: с изображением местной хижины (фале) и самоанского флага. Эти стандартные марки эмитировала гражданская администрация, учреждённая Новой Зеландией на мандатной территории Западного Самоа.
Но лишь в 1935 году написание названия мандатной территории на почтовых марках было изменено на «Western Samoa» («Западное Самоа»).

### Независимость (с 1962)
Первые почтовые марки независимого государства были эмитированы в 1962 году. На марках была надпись самоан. «Samoa i Sisifo» или англ. «Western Samoa» («Западное Самоа»).
В 1969 году был выпущен первый почтовый блок этого государства.
В 1983 году название «Западное Самоа» было изменено на «Самоа». Это название впервые появилось на марках независимого Самоа в 1981 году — задолго до официального изменения названия государства в 1997 году.
На почтовых марках независимого государства Самоа представлена как национальная тематика, так и тематика, ориентированная на международный филателистический рынок.

## Другие виды почтовых марок

### Фискальные
В 1914—1915 годах в обращении на Самоа были фискальные марки Новой Зеландии с надпечаткой названия территории.